# 北見市端野町屯田の杜公園
北見市端野町屯田の杜公園（きたみしたんのちょうとんでんのもりこうえん）は、北海道北見市にある公園。

## 概要
北見市端野総合支所（旧端野町役場）裏にあり、国道39号や国道333号からのアクセスも良い。野球場、テニスコート、体育館などの運動施設が集積した公園となっており、公民館・図書館・資料館などの社会教育施設も隣接している。
『太陽まつり』、『たんのカレーライスマラソン』のイベント開催地になっている。

## 沿革
- 1979年（昭和54年）、端野町屯田の杜公園テニスコート、太陽広場完成[1]。
- 1981年（昭和56年）、野球場完成[1]。
- 1982年（昭和57年）、ウォーターパーク完成[1]。
- 1983年（昭和58年）、端野町農業者トレーニングセンター開館[4]。
- 1992年（平成4年）、多目的グラウンド、メルヘン広場、アスレチック公園オープン[1]。
- 1993年（平成5年）、パークゴルフ場オープン[1]。
- 2001年（平成13年）、ゲートボール場オープン[1]。

## 施設
野球場
- 両翼90m、本部席、ダックアウト[5]

庭球場
- クレイコート3面、夜間照明有[5]

多目的グラウンド
- ソフトボール2面、本部席[5]

ゲートボール場
- ゲートボール8面[5]

パークゴルフ場
- アスレチック公園（9ホール）
- メルヘン広場（9ホール）

ウォーターパーク
- 開放（通水）期間：6月1日から8月31日まで[6]

バーベキューハウス
北見市端野町農業者トレーニングセンター
- アリーナ
  - バスケットボール1面、バレーボール2面、バドミントン6面[4]
  - プレイルーム（幼児体育室兼会議室）[4]

## 隣接施設
端野町公民館
- グリーンホール（固定席301席）[7]
- 多目的ホール（収容人員500人）[7]
- 研修室（2室）、和室1・2、調理実習室、実習工作室、視聴覚室、託児室・談話室[7]

北見市立端野図書館
- 1978年（昭和53年）「端野町立図書館」として開館[8]

端野町歴史民俗資料館
- 1983年（昭和58年）開設[9]

端野神社
- 1900年（明治33年）仮宮造成、1927年（昭和2年）創立許可[10]

北見地区消防組合消防署端野支署

## 参考資料
- “北見市端野町屯田の杜公園条例”. 北見市例規集.   北見市 (2006年). 2015年6月27日閲覧。
- “北見市端野町屯田の杜公園管理規則”. 北見市例規集.   北見市 (2006年). 2015年6月27日閲覧。